# Ли Чанг-донг
Ли Чанг-донг (корејски: 이창동; Хања: 李滄東; рођен 4. јула 1954) је јужнокорејски филмски редитељ, сценариста и романописац.
Режирао је шест дугометражних филмова: Green Fish (1997), Peppermint Candy (2000), Oasis  (2002), Secret Sunshine (2007), Poetry (2010) и Burning (2018). Burning је постао први корејски филм који је доспео у последњи ужи избор од девет филмова 91. Оскара за најбољи филм на страном језику. Burning је такође освојио награду међународне критике Фипресци на 71. Канском филмском фестивалу, најбољи филм на страном језику у Удружењу филмских критичара Лос Анђелеса и најбољи филм на страном језику у Удружењу филмских критичара Торонта.

## Лични живот
Ли Чанг-донг је трећи син од четири. Рекао је да су били веома блиски, а себе су називали "браћом по братству". Његов најмлађи брат, Ли Џун-донг, је филмски продуцент за Лијеве филмове. Ли се надао да ће постати сликар док је одрастао, али није могао да приушти уметничке залихе. Ли и председник телевизијске и радио мреже МБЦ, Чој Сеунг-хо, су стари пријатељи и бивши студенти Кјнгпук Националног универзитета. Он је лично замолио Чоија да се појави у Burning-у у улози Џонг-суовог оца. Такође је близак пријатељ свог честог сарадника, глумца Мун Сунг-кеуна.

## Филмски стил
Ли Чанг-донг описује свој креативни процес као процес потпуног очаја. Скоро сви Лијеви филмови имају мелодрамски елемент, осим Burning који савија контуре трилера напетом, опседајућом студијом више ликова. Сви његови филмови су мрачне приче о изгубљеној невиности, патњи и отуђењу. Његове кључне теме су доследно биле о психолошкој трауми. Уместо да дозволи својим ликовима да се једноставно постоје у својој беди, Ли их увлачи у ситуације које их терају да траже, често узалуд, смисао живота. Сећање је често била важна тема за Лија. Његов рад се може дефинисати жанром трагедије, а његове приче скоро увек укључују његове ликове који доживљавају одређени степен патње.
Његови филмови су одраз репресивне друштвене и политичке климе Јужне Кореје и прикази маргинализованих Корејаца. Његови ликови су карактеристично антихеројски, али изгледа да их оправдава због њиховог порекла. Кроз реалистичне портрете проблематичних ликова, Ли тражи од публике да се испита и погледа шта друштво гура под тепих. Међутим, он избегава да маскира своје теме смелим надреализмом. Уместо тога, он је више вођен натурализмом.

## Књижевност
Године 1987, Ли Чанг-донг је објавио своју прву кратку причу,  Possession, а затим There's a Lot of Shit 1992. која му је донела књижевну награду The Korea Times, а затим и Tenaciousness 1996. године.
Године 2007. Лијева кратка прича, The Dreaming Beast, објављена је у часопису Azalea. Године 2018. његова кратка прича On Destiny објављена је у часопису Asymptote.
Ли је рекао о свом стилу писања: „Увек сам писао за једну особу, за особу која је мислила и осећала се на исти начин као ја. Скоро да се осећао као да пишем љубавно писмо веома специфичној особи која би разумела шта сам ја и да пишем и делим иста осећања и мисли."

## Филмографија
| Година | Филм                 | Редитељ | Продуцент | Сценариста |                                                                         |
| ------ | -------------------- | ------- | --------- | ---------- | ----------------------------------------------------------------------- |
| 1993   | To the Starry Island |         |           | Да         | Такође асистент редитељ                                                 |
| 1995   | A Single Spark       |         |           | Да         |                                                                         |
| 1997   | Green Fish           | Да      |           | Да         |                                                                         |
| 1999   | Peppermint Candy     | Да      |           | Да         |                                                                         |
| 2002   | Oasis                | Да      |           | Да         | 75. додела Оскара - пријава за Оскара за најбољи филм на страном језику |
| 2007   | Secret Sunshine      | Да      | Да        | Да         | 80. додела Оскара - пријава за Оскара за најбољи филм на страном језику |
| 2007   | Never Forever        |         | Да        |            |                                                                         |
| 2009   | A Brand New Life     |         | Да        |            |                                                                         |
| 2010   | Poetry               | Да      |           | Да         |                                                                         |
| 2013   | Hwayi: A Monster Boy |         | Да        |            |                                                                         |
| 2014   | A Girl at My Door    |         | Да        |            |                                                                         |
| 2015   | Collective Invention |         | Да        |            |                                                                         |
| 2016   | The World of Us      |         | Да        |            |                                                                         |
| 2018   | Burning              | Да      | Да        | Да         | 91. додела Оскара у ужем избору за најбољи филм на страном језику       |
| 2019   | Birthday             |         | Да        |            |                                                                         |